# Liste du patrimoine mondial en Érythrée
Cet article recense les sites inscrits au patrimoine mondial en Érythrée.

## Statistiques
L'Érythrée accepte la Convention pour la protection du patrimoine mondial, culturel et naturel le 24 octobre 2001.
En 2017, l'Érythrée compte un site inscrit au patrimoine mondial, culturel.
Le pays a également soumis 1 site à la liste indicative, culturel.

## Listes

### Patrimoine mondial
Le site suivant est inscrit au patrimoine mondial.
| Site                                    | Région | Type                | Date | Superficie (ha) | Zone tampon (ha) | Lien | Notes | Coordonnées                       | Illus. |
| --------------------------------------- | ------ | ------------------- | ---- | --------------- | ---------------- | ---- | --- | --------------------------------- | ------ |
| Asmara : une ville moderniste d'Afrique | Maekel | Culturel (ii), (iv) | 2017 | 481             | 1 203            | 1550 | Initialement soumis à la liste indicative du pays le 25 mars 2005 sous le nom « The Historic Perimeter of Asmara and its Modernist Architecture ». | 15° 19′ 59″ nord, 38° 55′ 59″ est |        |

### Liste indicative
Le site suivant est inscrit sur la liste indicative.
| Site                             | Région | Type                | Date | Lien | Notes                                               | Coordonnées                       | Illus. |
| -------------------------------- | ------ | ------------------- | ---- | ---- | --------------------------------------------------- | --------------------------------- | ------ |
| Paysage culturel de Qohaito (en) | Debub  | Culturel (iii), (v) | 2011 | 5600 | Inscrit sous le nom « Qoahito Cultural Landscape ». | 14° 52′ 43″ nord, 39° 25′ 38″ est |        |